# 470 Кілія
470 Кілія (470 Kilia) — астероїд головного поясу, відкритий 21 квітня 1901 року Луіджі Карнерою у Гейдельберзі.